# Foișor, Dolj
Foișor este un sat în comuna Drănic din județul Dolj, Oltenia, România. Este legat de orașul Segarcea prin DC48 cu o lungime totală de 10 km.